# Ukrajinský vinok

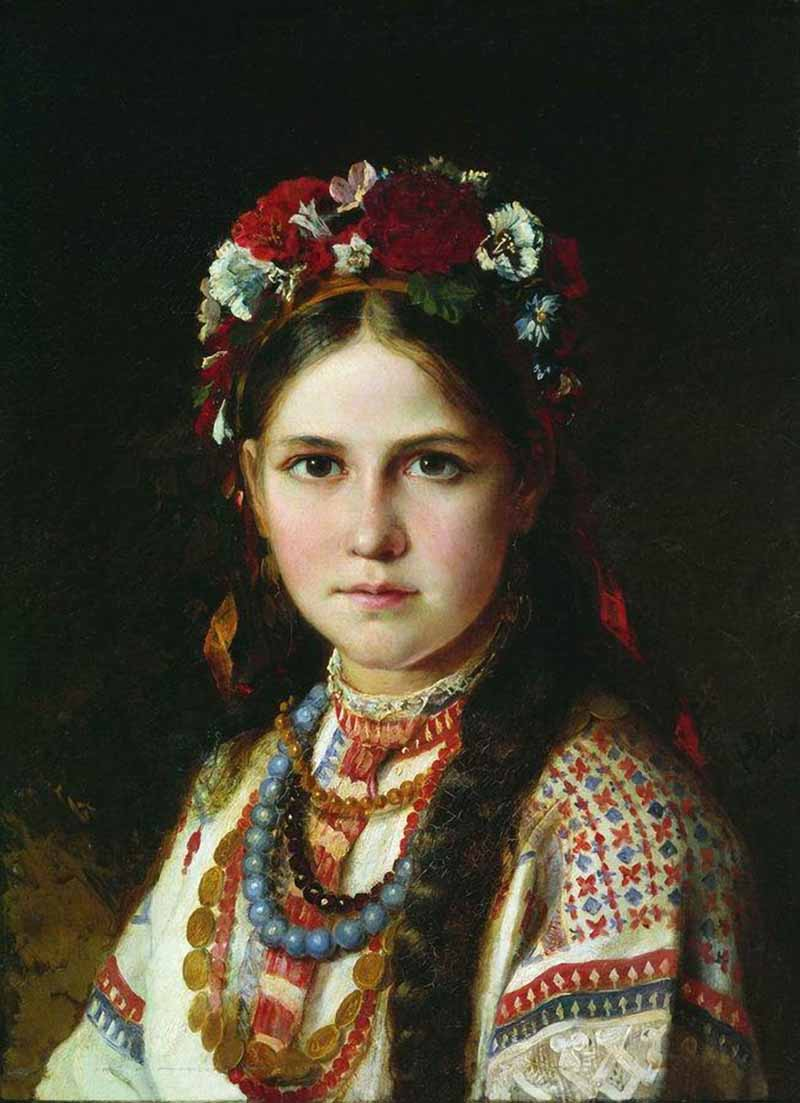
Mykola Juchymovyč Račkov – „Dívka – Ukrajinka“, 2. polovina 19. století

Vinok (ukrajinsky вінок) je tradiční ukrajinská pokrývka hlavy. Zvyk plést ozdobné věnce sahá až do pohanských dob. Měly magický význam jako atribut svátků jara a kupadelných svátků. Postupně se vinok stal symbolem uctívání, symbolem Matky Země. Ukrajinský vinok se již dávno stal kulturním symbolem ukrajinského národa. Jeho popularita stoupla na současné Ukrajině po událostech roku 2014.
Na Ukrajině měly vinky sluneční symboliku. Dívka s vinkem představovala vycházející slunce. Také je to symbol slávy, vítězství, štěstí, úspěchu, míru, cudnosti, mládí a ženskosti.
Existují různé druhy vinků: Svatební vinok, vinok lásky, řeholní, vinok naděje, oddanosti a odloučení. Vinok lásky mohla plést dívka od 13 let až do svatby. A vinok oddanosti pletla, když se rozešla s partnerem, a darovala mu ho na rozloučenou.